# Meniscomorpha rufithorax
Meniscomorpha rufithorax är en stekelart som först beskrevs av Cresson 1865.  Meniscomorpha rufithorax ingår i släktet Meniscomorpha och familjen brokparasitsteklar. Inga underarter finns listade i Catalogue of Life.